# Кампу-Гранде (станція метро)
38°45′37″ пн. ш. 9°9′28″ зх. д. / 38.76028° пн. ш. 9.15778° зх. д.
Ќампу-Гр́анде (порт. Campo Grande) — станція Лісабонського метрополітену, розташована у північній частині міста Лісабона, в Португалії. Належить одночасно двом лініям: на Жовтій лінії (або Соняшника) міститься між станціями «Сідаде-Універсітарія» та «Кінта-даш-Коншаш», на Зеленій лінії (або Каравели) — між станціями «Алваладе» та «Тельєйраш». Особливістю станції є те, що вона стала першою станцією естакадного типу у Лісабонському метро, при чому подвійна центральна посадкова платформа дає доступ одночасно до поїздів двох напрямків. Введена в експлуатацію 1 квітня 1993 року, з'єднавши Жовту та Зелену лінії. З моменту свого відкриття і до листопада 2002 року була кінцевою станцією теперішньої Зеленої лінії, до березня 2004 року — Жовтої. Належить до першої зони, вартість проїзду в межах якої становить 0,75 євро.
Назва станції у буквальному перекладі українською мовою означає «Велике поле». Неподалік від станції розташований відомий футбольний стадіон «Алваладе XXI», на якому свої домашні зустрічі проводить місцевий «Спортінг».

## Опис
За архітектурою станція нагадує інші сучасні станції Лісабонського метро і очевидно є однією з найскладніших у місті. Архітектор — Ezequiel Nicolau, художні роботи виконав Eduardo Nery. Станція має лише один вестибюль наземного типу, розташований під коліями і посадковими платформами, і має два головних виходи на поверхню, а також кілька наземних переходів до платформ операторів пасажирських автобусних сполучень. На станції заставлено тактильне покриття. 

## Режим роботи[5]
Відправлення першого поїзду відбувається з кінцевих станцій Жовтої лінії:
- ст. «Рату» — 06:30
- ст. «Одівелаш» — 06:30

Відправлення останнього поїзду відбувається з кінцевих станцій Жовтої лінії:
- ст. «Рату» — 01:00
- ст. «Одівелаш» — 01:00

Відправлення першого поїзду відбувається з кінцевих станцій Зеленої лінії:
- ст. «Кайш-ду-Содре» — 06:30
- ст. «Тельєйраш» — 06:30

Відправлення останнього поїзду відбувається з кінцевих станцій Зеленої лінії:
- ст. «Кайш-ду-Содре» — 01:00
- ст. «Тельєйраш» — 01:00

## Галерея зображень

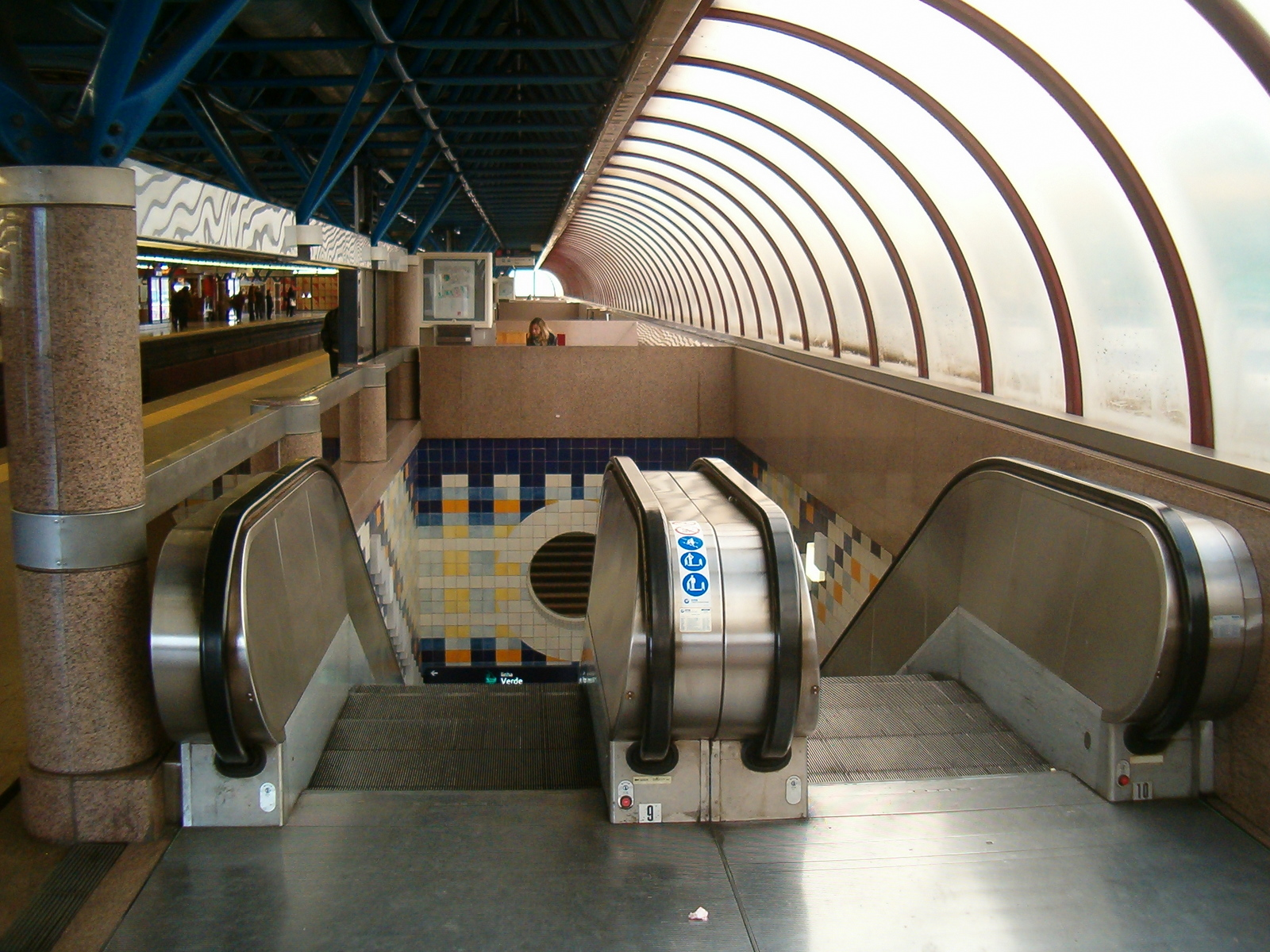
Ескалаторні сходи до посадкової платформи
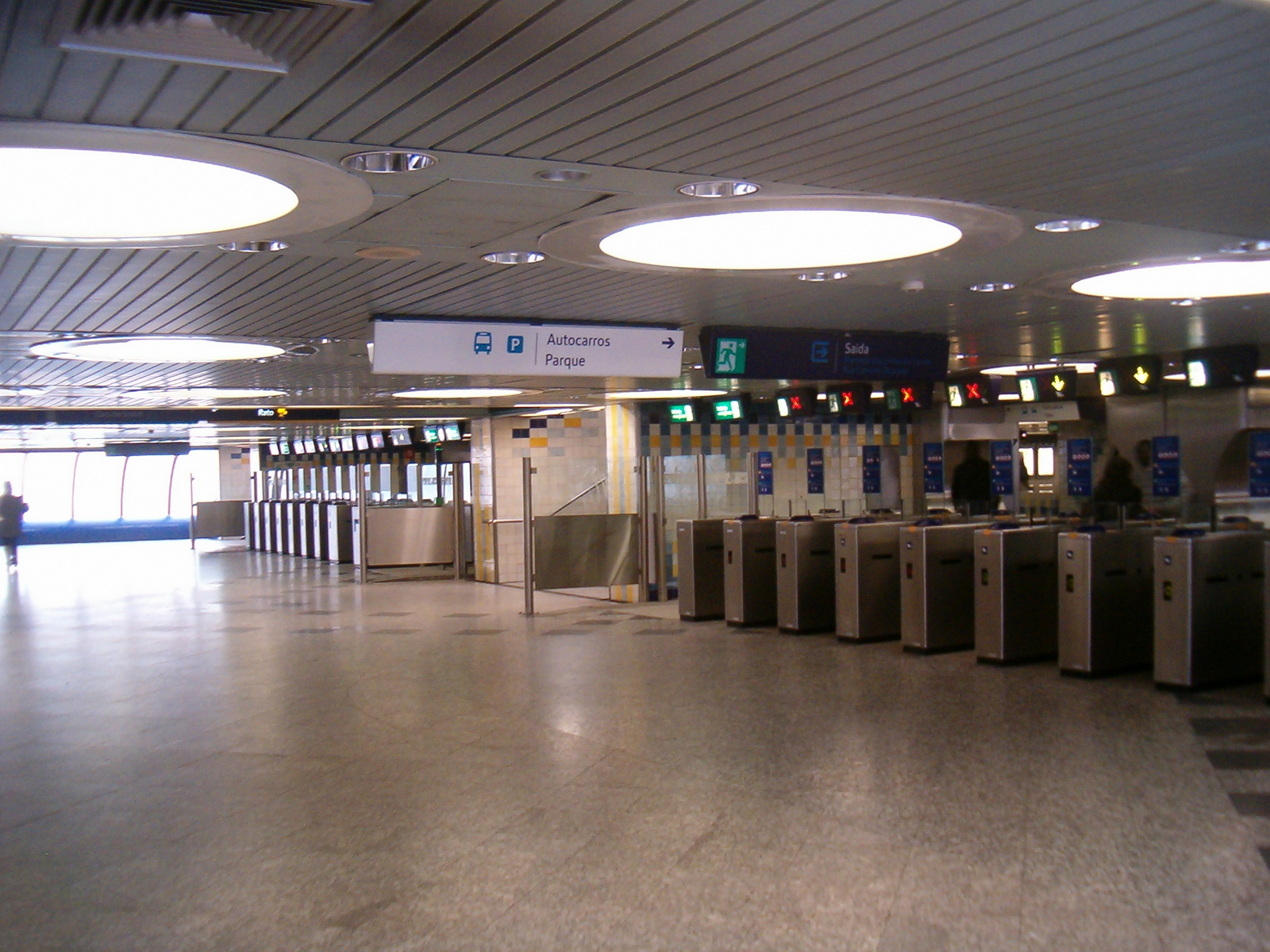
Пропускні турнікети
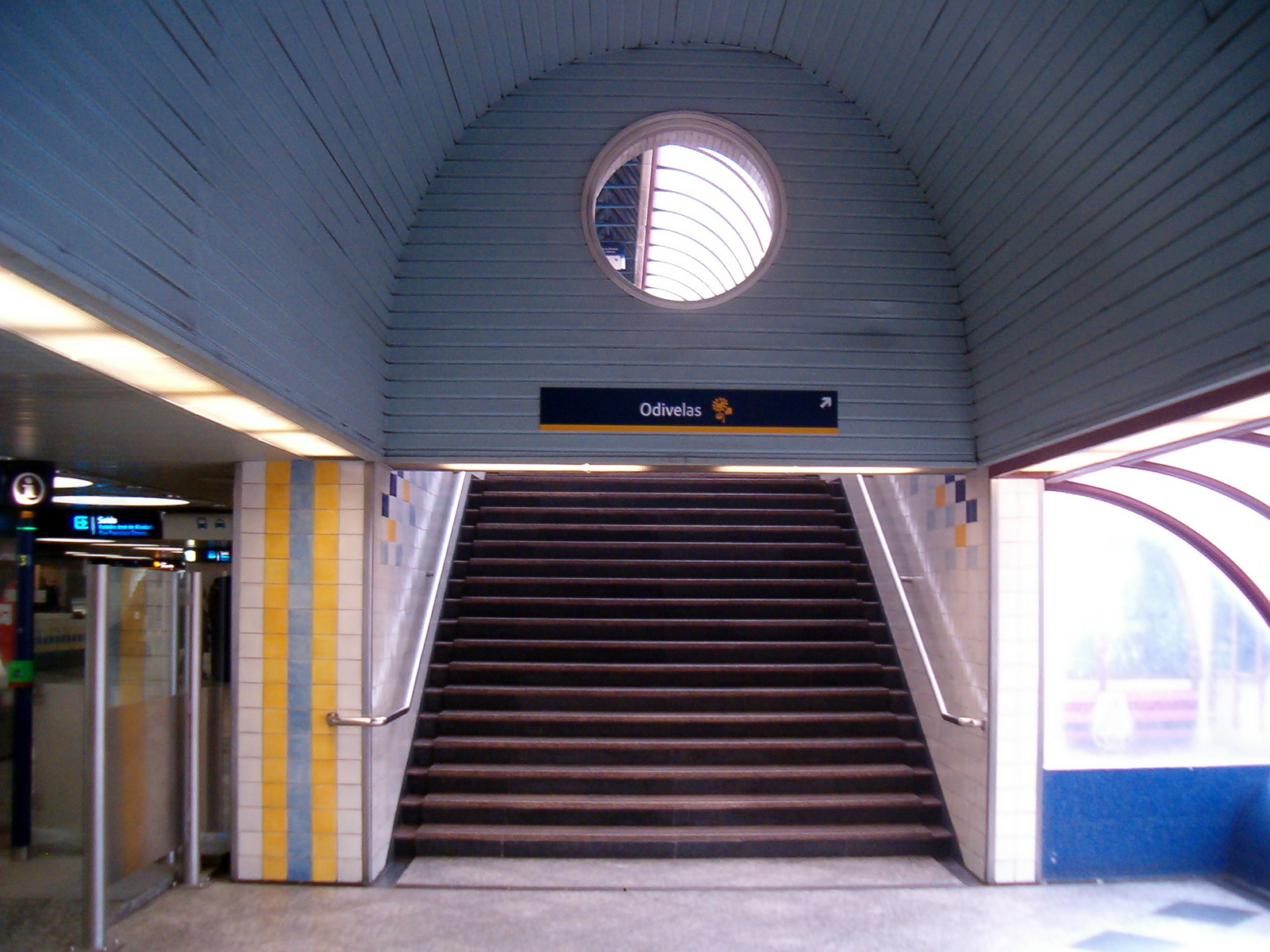
Вихід до посадкової платформи
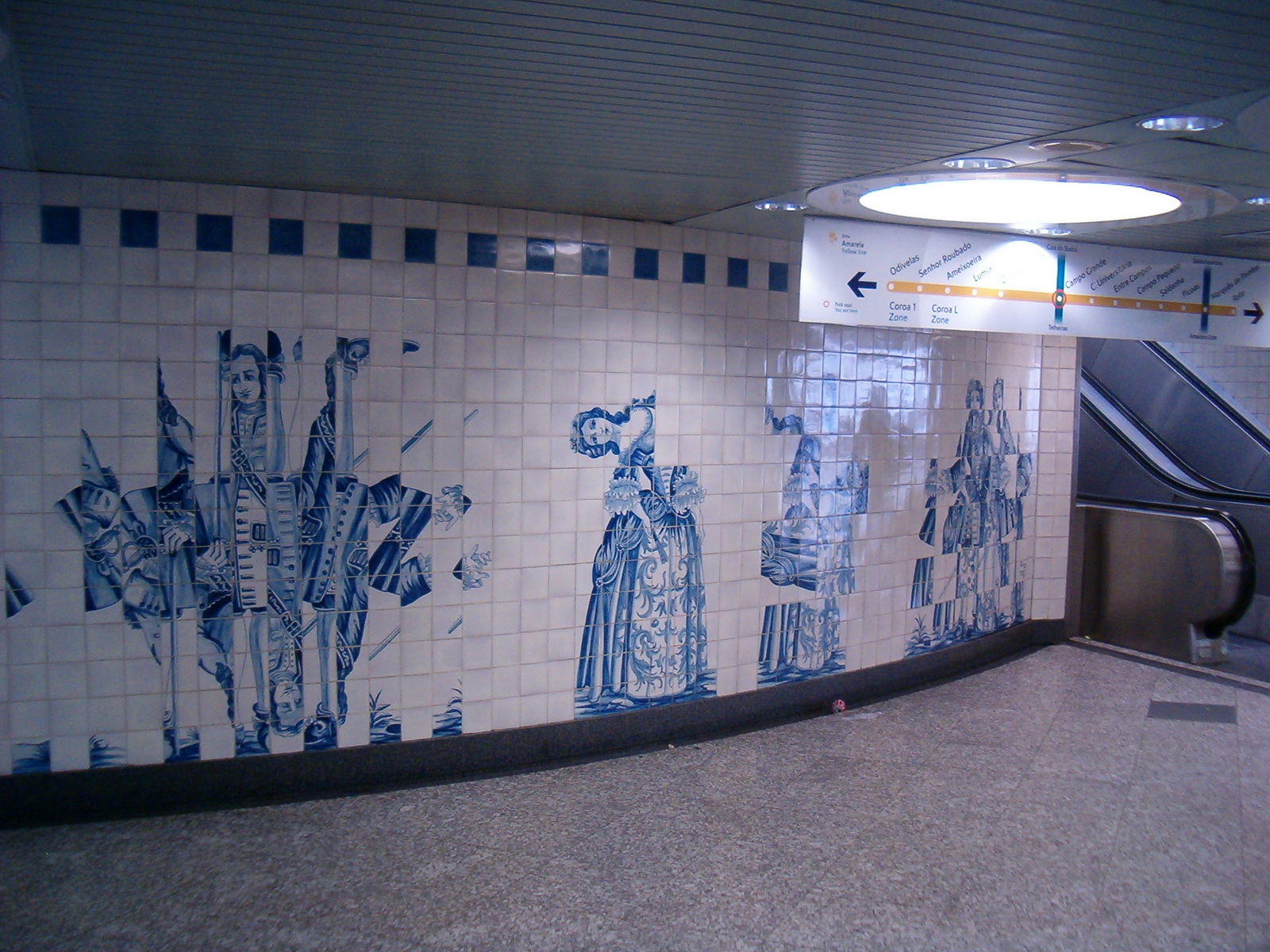
Декорація стін станції